# 드럼 머신

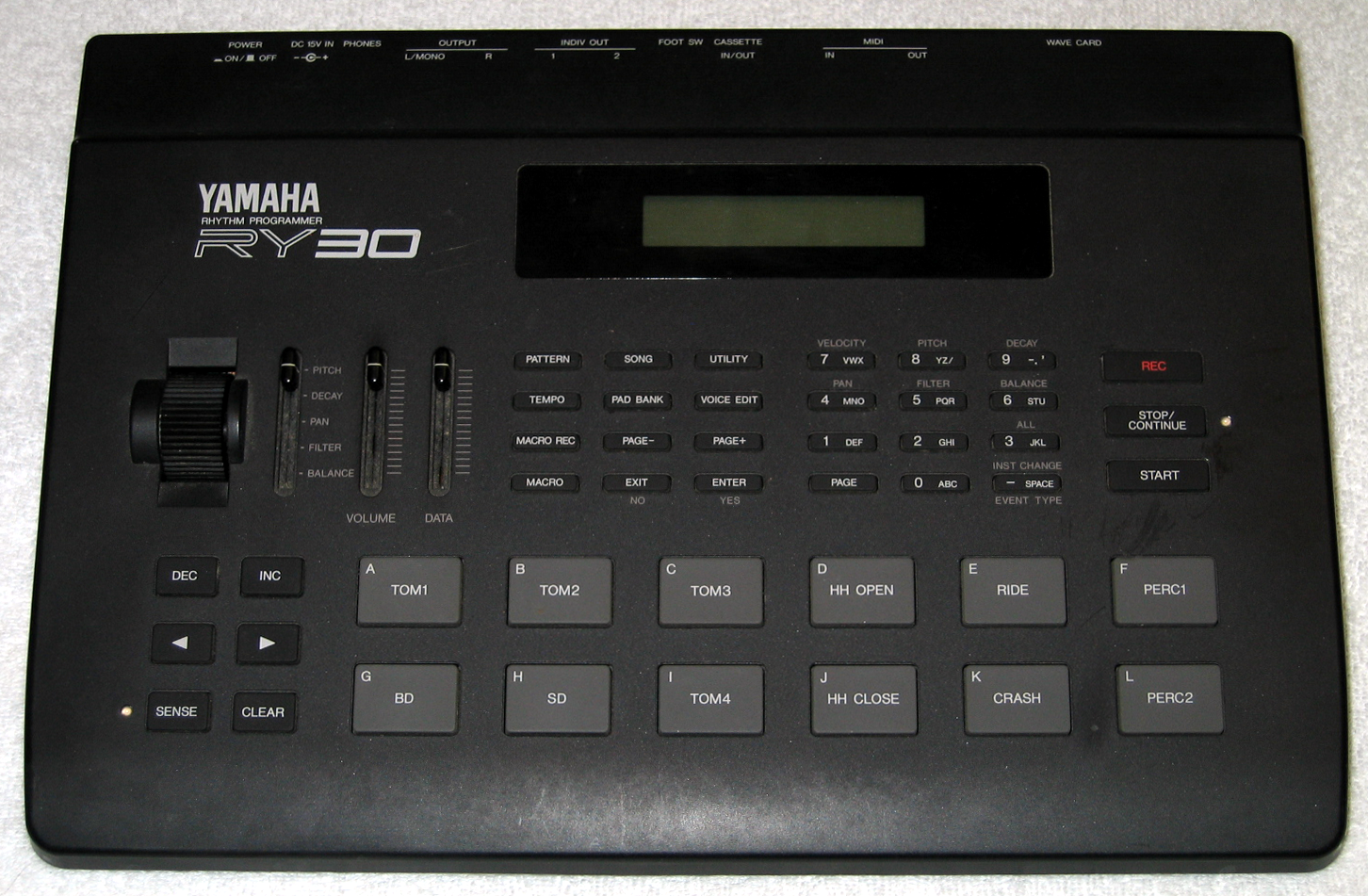
야마하 RY30 드럼머신

드럼 머신(drum machine)은 드럼 파트를 자동으로 연주하기 위해 개발된 전자 악기의 일종이다.
역사적으로 말하면, 아날로그 음원의 리듬 패턴이 미리 설정되어 있으며, 그것을 선택하고 연주하는 유형이 리듬 박스라고 되어 있으며, 롤랜드 사의 롤랜드 TR-808에 의해 리듬 프로그램이 포함되어 있다면 그것을 총칭하여 리듬 머신으로 부르게 되었다. LinnDrum 등의 샘플링 방식의 리얼한 음원이 사용되게 되고, 리듬 머신과의 구별에서 드럼 머신으로 불리게 된다.

## 같이 보기
- 전자 드럼
- 시퀀서